# HTC Desire 816
HTC Desire 816是宏達電於2014年MWC中發表預載了Android 4.4.2及HTC Sense 5.5/6中國大陸版/國際版的智慧型手機。使用了高通四核心Snapdragon 400處理器、5.5吋1280x720 Super LCD2螢幕、F/2.2的1300萬畫素相機、500萬畫素前置相機、HTC BoomSound™ 立體聲音響，內建8GB ROM、1.5GB RAM，支援microSD最高可以擴充到128GB。除擁有HTC BlinkFeed™ 首頁外，更提供Video Highlights生活微電影能將拍攝的照片與影片自動轉輯為精華影片，內建多種主題特效與配樂及多種相片編輯功能，慢動作影片還可任意選擇片段，加以慢速播放。3月於中國首發並與中國聯通合作，4月將販賣中國移動版，並於全球其他地方開賣。

## 銷售
- HTC改變過往的訂價策略，此款僅1799人民幣（約新台幣9000元）與過往的訂價更有性價比[2]。
- 銷售使用社群行銷策略，透過HTC官方微博進行宣傳，並與騰訊旗下的購物網站易訊合作並舉辦預購，突破百萬人的預購狀況[2]。
- 正式首賣的第一天於10分鐘內將5萬支手機完售[2]。

## 外部連結
- HTC Desire 816 中國官網（页面存档备份，存于）